# Alphyddans kyrka
Alphyddans kyrka är en kyrka i Helsingfors. Den planerades av Keijo Ström och Olavi Tuomisto, och blev klar år 1957. I kyrkan hålls regelbundet gudstjänster även på ungerska och estniska.